# Шуцштафел
Шуцштафел (  — Заштитни одред), познат по свом акрониму СС (од  ), је била главна паравојна организација под командом Адолфа Хитлера и Нацистичке партије. Првобитно је била мала, стална стража, позната као зал-шуц (њем. Saal-Schutz), састављена од добровољаца Нацистичке партије, а сврха јој је била одржавање реда на митинзима партије у Минхену. Лидер СС-а био је Хајнрих Химлер од 1929. до њеног распуштања 1945, са поразом Немачке у Другом светском рату.
Нацисти су сматрали СС елитном јединицом, „преторијанском стражом“ партије са свим члановима одабраним по расним и идеолошким критеријумима. СС се разликовао од немачке војске, нацистичке партије, и немачких државних званичника са својим чиновима, ознакама јединица и униформама. Поред тога, припадници СС-а су на подлактици руке имали истетовиран број. Што мањи број тим виши ранг у СС-у. За разлику од логораша у концентрационим логорима број је био истетовиран на десној руци. СС је имао кључну улогу током холокауста: СС ајнзацгрупен јединице измасакрирале су преко милион цивила, већином Јевреја, у масовним егзекуцијама; вођа СС-а Хајнрих Химлер био је један од главних архитеката такозваног коначног решења; СС је хапсио Јевреје и водио концентрационе логоре у којима их је убијено на милионе уз Роме и Словене.
Борбене јединице СС-а, називане Вафен-СС, су се развиле у способне и ефективне војнике, у много случајева супериорније од Немачке војске, Вермахта.
Најпознатији огранци СС-а, касније оптужени за ратне злочине и злочине против човечности били су Рајхсзихерхајтсхауптамт (Главна безбедносна канцеларија Рајха), Зихерхајтсдинст (Безбедносна служба), ајнзацгрупен (  - Група за специјалне операције), служба у концентрационим логорима позната као СС-тотенкопффербенде (Формације Мртвачке главе), и Гестапо (  - Тајна државна полиција).
Након рата судије на Нирмбершком суђењу прогласиле су СС за криминалну организацију због спровођења расних закона и геноцида током холокауста.

## Историја

### Корени
Претеча СС-у први је пут створена 1923. године као део Штурмабтајлунга (СА) са задатком заштите лидера нацистичке партије на скуповима, говорима и осталим јавним догађајима. Под командом Емила Мориса, позната као штапска стража, та је група првобитно имала осам чланова и створена је по моделу морнаричке бригаде Ерхард, насилној Фрајкор групи тог времена.
После неуспелог пуча нациста 1923. године, СА и штапска стража су распуштене, али су се поново појавиле 1925. године. Штапска стража се појавила као „ударне трупе Адолфа Хитлера“, са задатком личне заштите Хитлера на партијским скуповима. Исте године ова организација је постала национална и добила је име шуцштафел.
СС је такође организовао од 30. јуна до 2. јула акцију под називом Ноћ дугих ножева, коју је предводио Адолф Хитлер са најоданијим СС официрима, рајхсфирером СС Хајнрихом Химлером и СС обергрупенфирером Рајнхардом Хајдрихом. Тада је побијено 77 главешина СА (Штурмабтајлунг), док је начелник штаба СА Ернст Рем ухапшен и одведен у ћелију, где му је дат пиштољ како би извршио самоубиство. Пошто је Ернст Рем одбио да то уради погубљен је од стране СС страже. Убили су га Михаел Липерт и Теодор Ајке, који је касније добио чин СС Обергрупенфирер. После Ноћи дугих ножева, СС добија неограничену власт и почиње да креира државу у држави. СС је држао под својом контролом најозлоглашеније тајне службе: Гестапо, Зихерхајтсдинст, Криминалполицај и војну тајну полицију. СС је на челу са Хајнрихом Химлером спроводио разне експерименте над људима у концентрационим логорима, чак је направљен програм Либенсборн, што значи програм живота где су се укрштали искључиво официри и војници СС и младе Немице које су морале имати доказано немачко порекло три колена уназад.